# Рушник

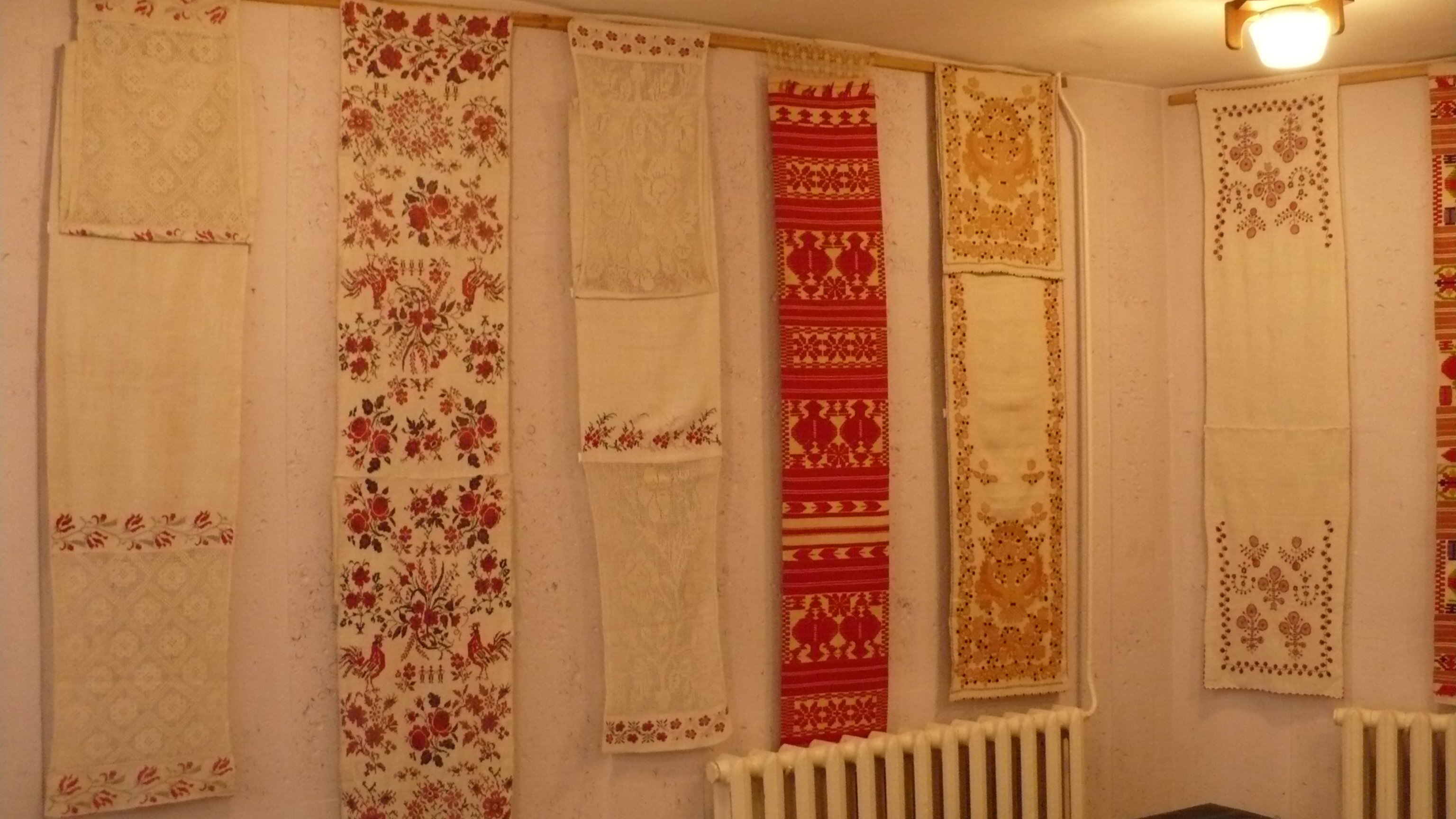
Українські рушники в експозиції Миргородського краєзнавчого музею

Рушни́к — прямокутний шмат лляного чи конопляного полотна, що має на кінцях, а часто і на всьому полотні різноманітні вишиті або виткані композиції, які відображають світогляд та звичаї предків, а також несуть інформацію про добро, достаток, здоров'я. Рушники є символом матеріальної культури слов'ян, важливою складовою обрядів та ритуалів.
Вишивати рушники — давній український народний звичай.
Вишиваний рушник донині не втратив свого значення в побуті. І тепер ним прикрашають інтер'єри помешкань, вівтарі та ікони в церквах. І надалі він залишається атрибутом народних звичаїв та обрядів. На рушнику несли новонароджену дитину на хрещення, на ньому проводжали людину в останню дорогу. Були навіть такі рушники, якими навчали грамоті дітей. Один з таких зберігся у селі Попельнасте Кіровоградської області. 

## Регіональні особливості українських вишитих рушників
Наприкінці XIX — початку ХХ століть на Полтавщині, Черкащині, Київщині, Чернігівщині та Слобожанщині побутували рушники, вишиті заполоччю або гарусом червоного кольору із можливим вкрапленням інших кольорів, основу композиції яких становило так зване Світове дерево. Такі рушники мали ширину 40-50 см і довжину близько 2 м. Вишиванню передувало нанесення контурів майбутнього орнаменту на полотно, далі вони повторювалися вишивкою двосторонньою штапівкою і простір орнаментальних мотивів заповнювався «рушниковими швами».
Кожен регіон з перерахованих поряд із спільними рисами мав свої особливості. На Київщині разом з червоним використовувалися вкраплення синього (а потім чорного), поряд із Деревом розміщувалися зображення птахів (голубів, півнів тощо). Для рушників Чернігівщини були типовими зображення «орликів» та «шуликів». На думку М. Селівачова саме ці орнітоморфні зображення пізніше трансформувались у фітоморфні Дерева.
У вишивці рушників Слобожанщини наприкінці XIX — на початку XX століття утвердився тамбурний шов. Композиція орнаментів залишилась спільною з рештою названих регіонів.
Поряд з рушниками з червоними рослинними узорами у названих регіонах (а особливо на Полтавщині) побутували рушники, вишиті біллю у техніках настилування по сітці та чисної мережки. На противагу попереднім — святковим червоним — білі використовувались у піст і жалобу. Орнаменти таких рушників були як суто геометричними (восьмипроменеві зірки, геометричні дерева), так і геометризованими пишними рослинними, що походили з друкованих джерел.
Нішу білих рушників на початку XX століття доповнили також рушники, вишиті вирізуванням. До цього ця техніка використовувалась переважно у вишивці сорочок.
Внаслідок складності технік мережання, вони поступово замінюються на імітації розсипним хрестиком.
Обухівські рушники генетично пов'язані з полтавськими, проте мають ряд особливостей. На їх виокремленість звернув увагу свого часу І. Гончар. Основу композиції тут, так як і на полтавських, становить дерево-вазон, проте його зображення грубіше, різноманітні фантастичні квіти замінені узагальненими квітами-листками. Дерево на обухівському рушнику дуже часто має квітку посеред стовбура. Композиції протилежних кінців рушника тут з'єднані ламаними гілками. Техніки вишивання також грубі та маловаріативні. Це переважно безкінечники, виконані двосторонньою штапівкою, що чергуються з грубими «качалочками». Колекції автентичних обухівських рушників мають Музей Івана Гончара, Музей українського народного декоративного мистецтва, Обухівський районний історико-краєзнавчий музей. Друге життя обухівський рушник отримав нині завдяки вишивальницям Надії Химиченко, Світлані Зохнюк, Ользі Литовці, Надії Поліщук, Олені Удод, Ользі Давидюк, Вірі Власенко та іншим. Рушниками роботи Надії Химиченко прикрашено садиби Мамаєвої Слободи.
Подільський рушник — локальне явище, що побутує у вузькій смузі вздовж Дністра у Вінницькій та Одеській областях. Рушники тут вужчі і, відповідно, коротші, ніж у Центральній Україні. Їх ширина коливається від 25 до 45 см, довжина від 1,5 до 2,5 м. Вишивка займає зазвичай третину половини рушника на кожному з кінців і чітко просторово обмежена квадратом або прямокутником. Колористика була синьо-червоною ще наприкінці XIX століття і еволюціонувала до поліхромної у ІІ пол. XX століття. Вишивають подільський рушник вовняними нитками по конопляному домотканому полотну техніками штапівка, «качалочка», пряма гладь. Основні орнаментальні мотиви: дерево, восьмипроменева зірка, хрест, ромб, антропоморфні та зооморфні образи. Композиція подільського рушника може творитися або окремим орнаментальним мотивом, або двома чи трьома ярусами таких мотивів, розмежованих вузькими орнаментальними стрічками. Над останнім ярусом стрічка відсутня.
Для Карпат і Прикарпаття вишитий рушник довгий час залишався невідомим. Він з'явився тут на початку XX століття. Для його створення застосовували старі техніки і орнаменти одягової вишивки, скажімо низинні узори уставок жіночих сорочок.

## Види рушників
У XIX ст. існували такі види рушників:
- Божник — рушник для оздоблення ікон
- Кілковий — багато вишитий рушник для ікон, картин
- Плечеви́й — рушник, що пов'язували через плече сватам у шлюбних обрядах
- Подарковий — дешевий рушник для весільних подарунків
- Утирач — рушник для витирання рук, те ж саме, що й сучасний побутовий рушник
- Сти́рок — рушник для витирання посуду

## Образно-символічне значення
Вишиті рушники поширені в сучасній Україні як неодмінний атрибут народного побуту, весільної та святкової обрядовості, як традиційна окраса селянського житла. Важливі події в житті народу ніколи не обходяться без рушників, які, крім декоративного призначення, мають великий образно-символічний зміст. У всьому декоративно-прикладному мистецтві немає іншого такого предмета, який би концентрував у собі стільки різноманітних символічних значень.
Дослідники стверджують, що в далекому минулому під час язичницьких свят дівчата прикрашали рушниками гілки дерев. Зображувані на рушниках ромби, розетки, квадрати символізували сонце, землю, рослини, їм поклонялись як явищам, які дають життя, оберігають від різних бід, злих сил, страждань. У дослідженні культової ролі рушників цікава думка Б. О. Рибакова про те, що центральний кут хати — покуття — споконвічне місце для язичницьких убрусів, а полотно відігравало роль іконної дошки, на нього наносились священні язичницькі зображення, які передували іконам. У XIX ст. рушники згідно призначення діляться на «хатні», кілкові, «на сволоки», «на жердки», «божники», «завески»; весільні — для молодих, «плечові» — для обв'язування сватів, подарункові — «на подарунки».
Рушник супроводжує українця протягом усього життя і в радості, і в горі.

Використання рушників у побуті
Рушник на покуті
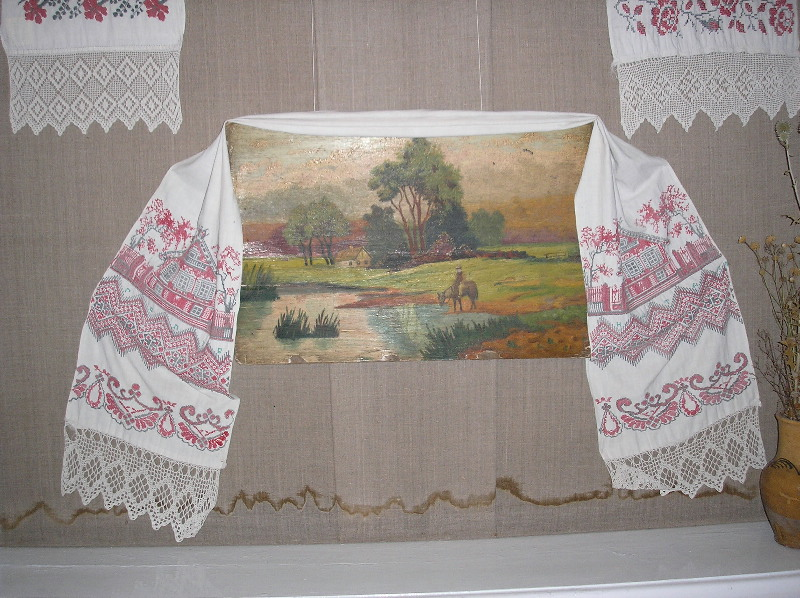
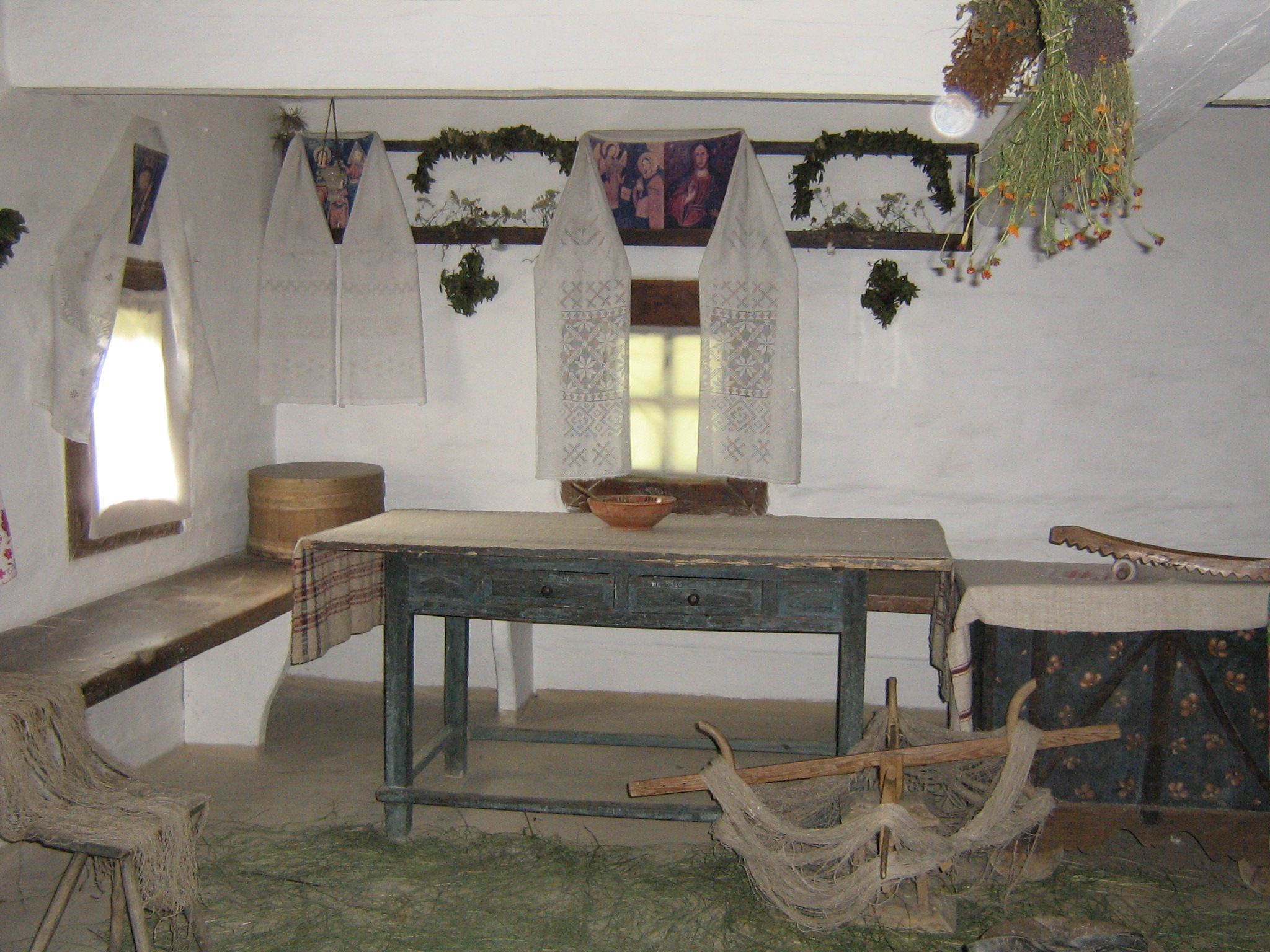
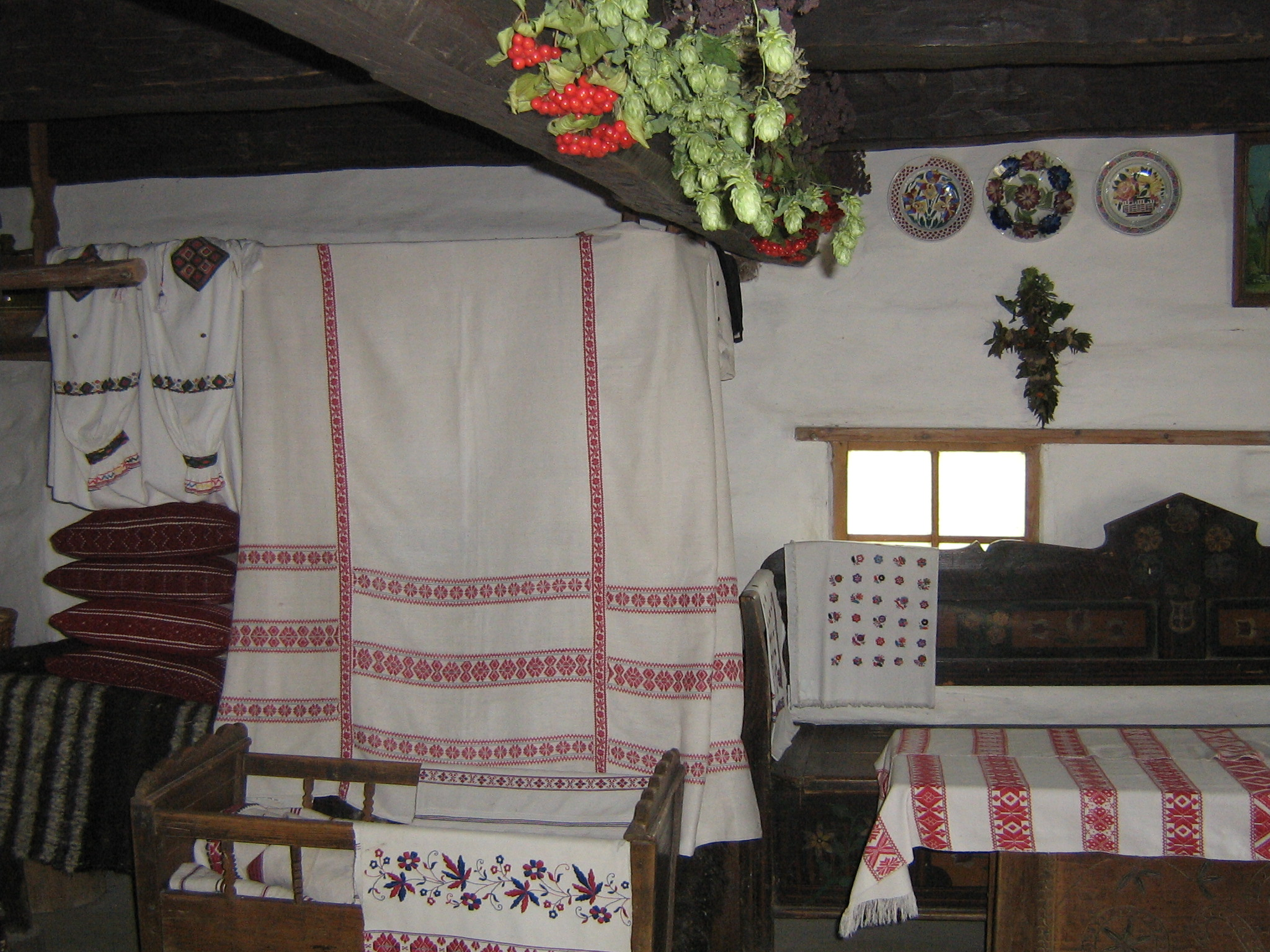
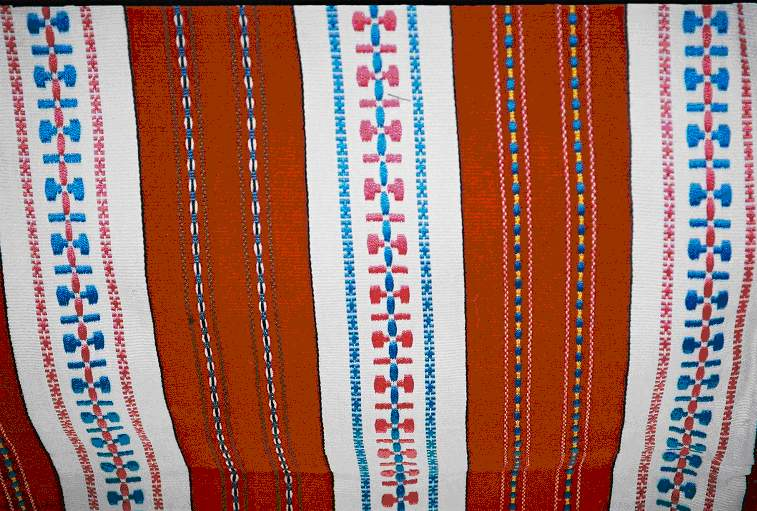

### Хрещення
На рушнику, вишитому світлими, веселими кольорами, без жодного чорного стібка, несли дитину до хрещення. Хрещена мати готувала його заздалегідь, а загортаючи в нього немовля, примовляла «красну дорогу» новонародженому, щоб життєвий шлях був такий же світлий і добрий, як той рушник. Після хресної купелі дитину знову загортали в рушник, а поверх нього кожен з хресних батьків неодмінно клав «крижмо» — золоту або срібну монету з побажанням добробуту. Цього рушника та «крижма» не можна було нікому передаровувати. Вважали, що через «те» зломиться дорога життя. В першій половині XX століття рушник(за часів брутального атеїзму), «крижмо» — замінено на чисте біле полотно, якого має бути непарна кількість метрів. З того полотна цій дитині шили сорочечки чи платтячка.

### Весілля
Важлива функція рушника в обрядах сватання та вінчання. В деяких селах Галичини, Надсяння, Лемковини, Холмщини, крім рушників для сватів, дівчина повинна була вишити ще дванадцять. Дванадцять дружок несли їх перед нею через ціле село, якщо вона переходила жити до хати молодого, а скриню з приданим везли на возі. Якщо парубок ішов у прийми до тещі, то також відбувався урочистий похід через село, щоб всі бачили, яка та молода працьовита і «файна». Ось чому кожну дівчину привчали до вишивання змалку, і в орнаменти вона вкладала своє бачення краси, але при тому старалася зберегти деталі візерунка й мову знаків, які передавали з роду в рід. Орнаменти на весільних рушниках вишивали геометричними або рослинними мотивами, часто із зображенням голубів, які в народних обрядах були символом любові, чесності, щирості та вірності молодят. Саме їх щедро прикрашали.
Коли дівчина виходила юною заміж і ще не надбала традиційних дванадцяти рушників, тоді допомагали їх вишивати всі жінки роду аби не було осуду, що дівчина лінива. Згаданий похід дружок дотепними ритуальними піснями та приказками супроводжували дружби, свашки та молодь.
Найкращого рушника перші дружби стелили молодим під ноги під час вінчання в церкві, щоби їхнє подружнє життя було щасливе, а ще вірили — хто перший стане на рушника, той верховодитиме в сім'ї. Молодих, які після вінчання поверталися додому, на порозі хати зустрічали батьки з короваєм на вишиваному рушнику та добрими побажаннями. Коровай прикрашали голубками, колоссям, квітками. Рушник, на якому ставали до шлюбу, вивішували над образами або на видному місці в світлиці.

### Будівництво
Зберігся звичай, будуючи хату, останню крокву на завершення даху заносити на рушниках(ці рушники дарують майстрам, на знак поваги), потім наймолодший з майстрів має поставити на вершину даху «вінок» — букет з гілок берези або дуба (не сухі гілки, а свіжі, бо може загинути рід), разом з квітами, пов'язані рушничком, якого для цієї мети вишивала майбутня господиня дому. У наш час у деяких районах Галичини його замінюють кольоровою стрічкою, якою пов'язують «віху».

### Хлібники

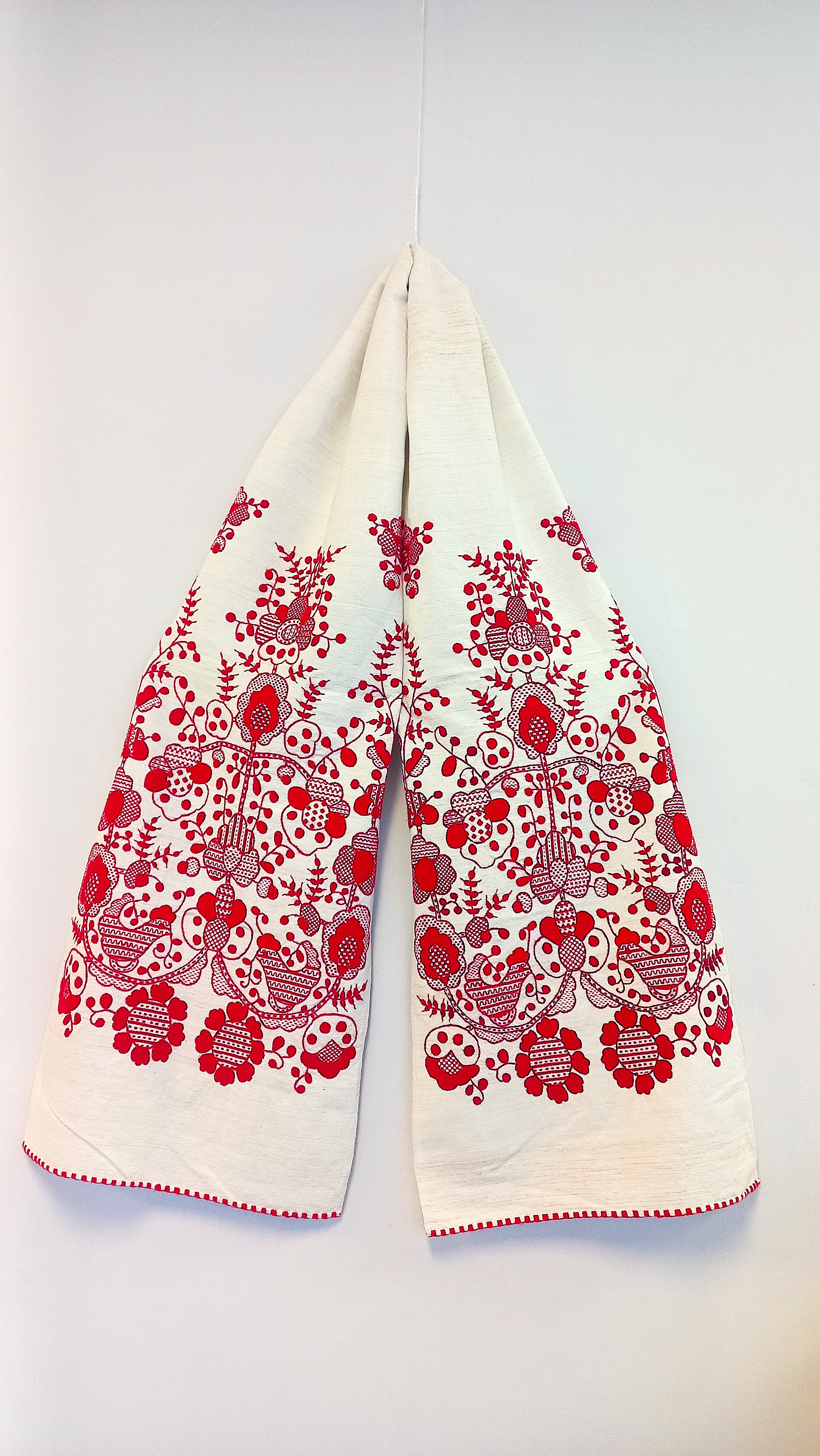
Вишитий рушник хлібник

Побутували також невеликі за розміром так звані «хлібники» (у лемків з польських Бескидів та лемків словацьких — «хлібовки»), в які загортали хліб. Їх оздоблювали по краях двома невеликими смужками орнаменту. Часом «хлібники» гарно вишивали й посередині, а їх краї завершували вузенькими смужками орнаменту.

### Дорога
Рушник дарувала мати сину в дорогу на щастя в новому житті. Його берегли як пам'ять про рідний дім, родину.
І в дорогу далеку ти мене на зорі проводжала,
І рушник вишиваний на щастя, на долю дала. (Малишко Андрій Самійлович)

### Гостинність
Рушник завжди був символом гостинності — на ньому підносять дорогим гостям хліб-сіль.

### Смерть
І сьогодні на рушниках труну з померлим спускають до могили.

## Рушник на стіні— давній звичай

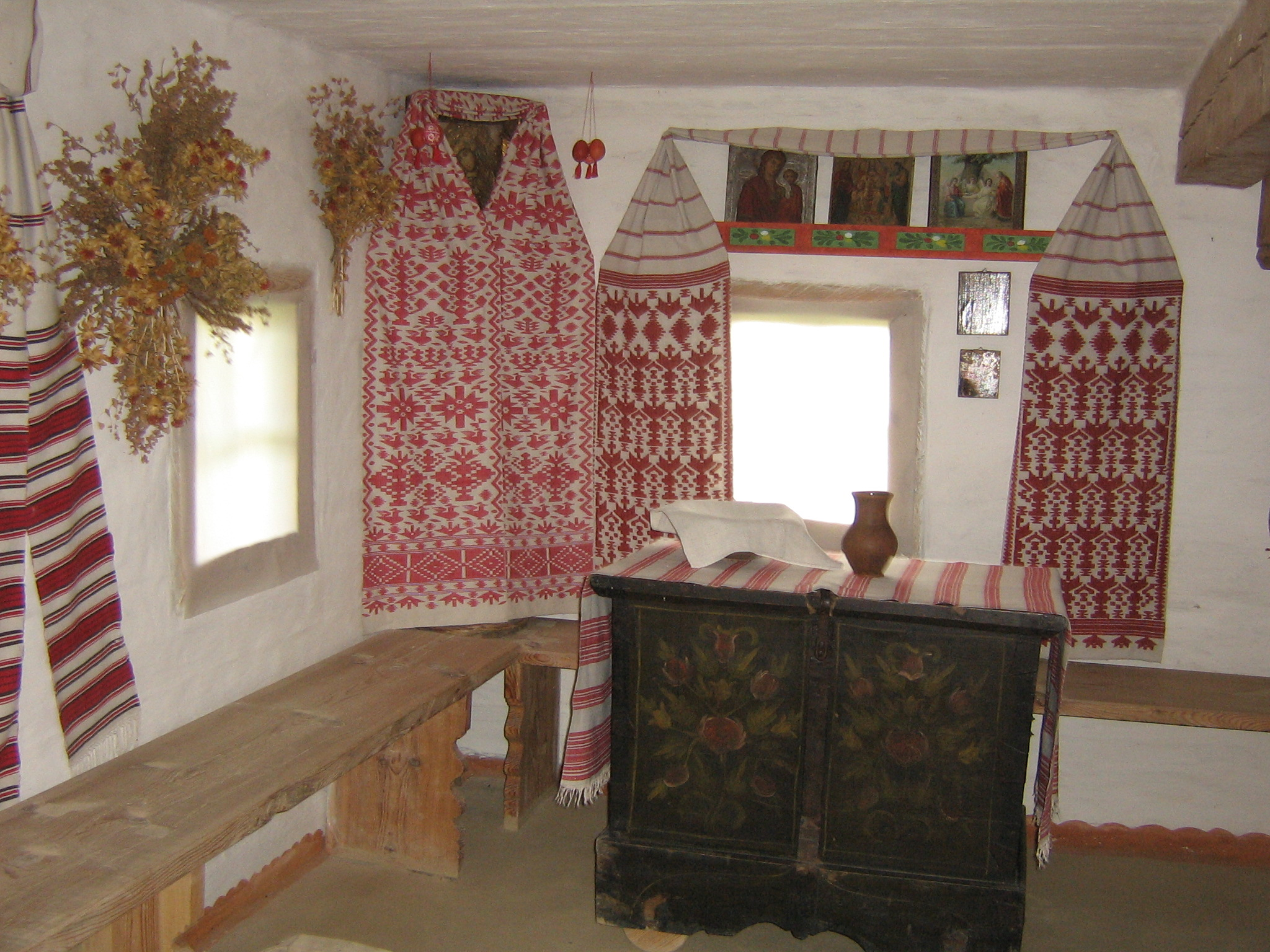
Реконструкція традиційного вбранства української хати

Не було, здається, в Україні жодної оселі, якої не прикрашали б рушниками. Хоч би як судилося людям убого жити, а все ж естетична принада повсякчас знаходила місце в помешканнях — хай то була одинока хатина вдови чи затісна багатодітна оселя, приземкувата мазанка на півдні України або курна хата поміщика — всюди палахкотіли багатством кольорів рушники. Хата без рушників, казали в народі, що родина без дітей. Рушник з давніх-давен символізував не тільки естетичні смаки, він був своєрідною візиткою, а якщо точніше — обличчям оселі, відтак і господині. За тим, скільки і які були рушники, створювалося враження про жінку, її дочок. Ніщо, здається, так предметно й точно не характеризувало жіночу вправність, майстерність, зрештою охайність і працьовитість, ніж ті вимережані витвори. Вони завжди були на людях, розкривалися мистецьким багатством, оцінювалися справжніми пошановувачами.

## Музей українського рушника
На початку 1990-х років у Черкаському національному університеті імені Богдана Хмельницького професором вишу Світланою Китовою (надалі — директор) був заснований Черкаський музей українського рушника. Нині (2011) в експозиції цього унікального музейного закладу виставлено понад 500 вишитих рушників кінця XIX — початку XX століть, у першу чергу, з Подніпров'я; ще стільки ж зберігається в запасниках.

## Галерея

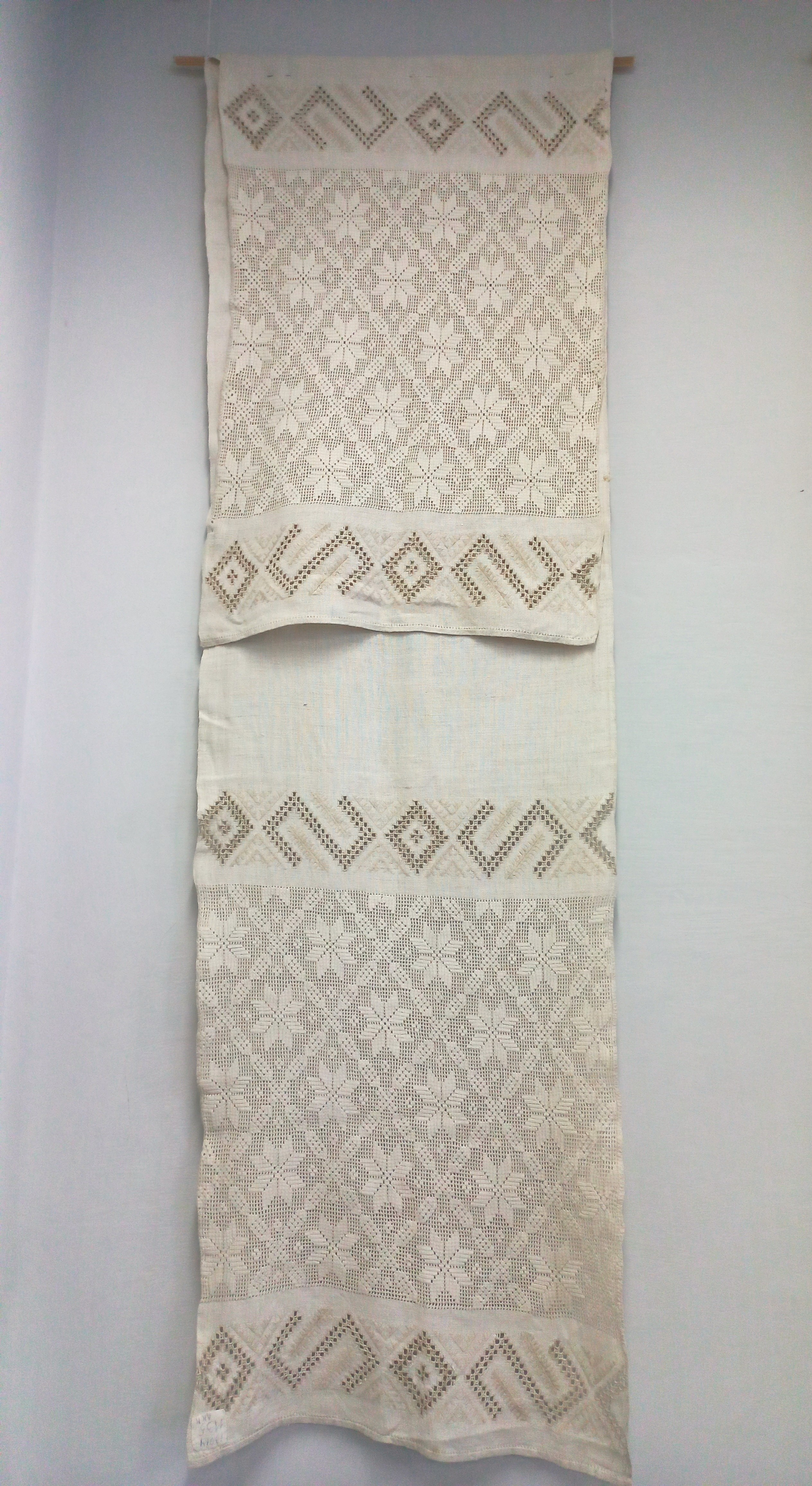
Рушник вишитий по білому
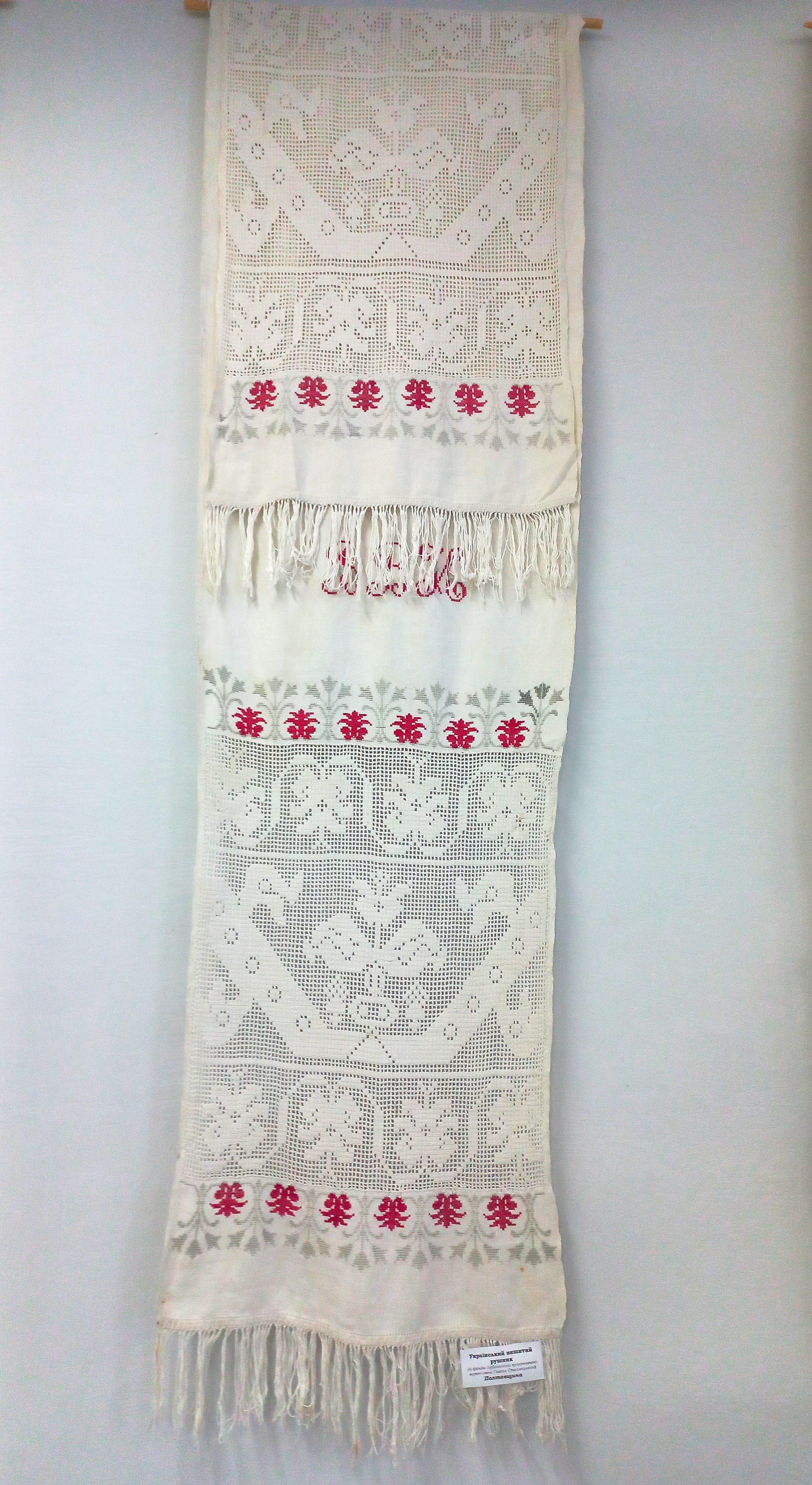
Рушник вишитий білими, червоними та чорними нитками
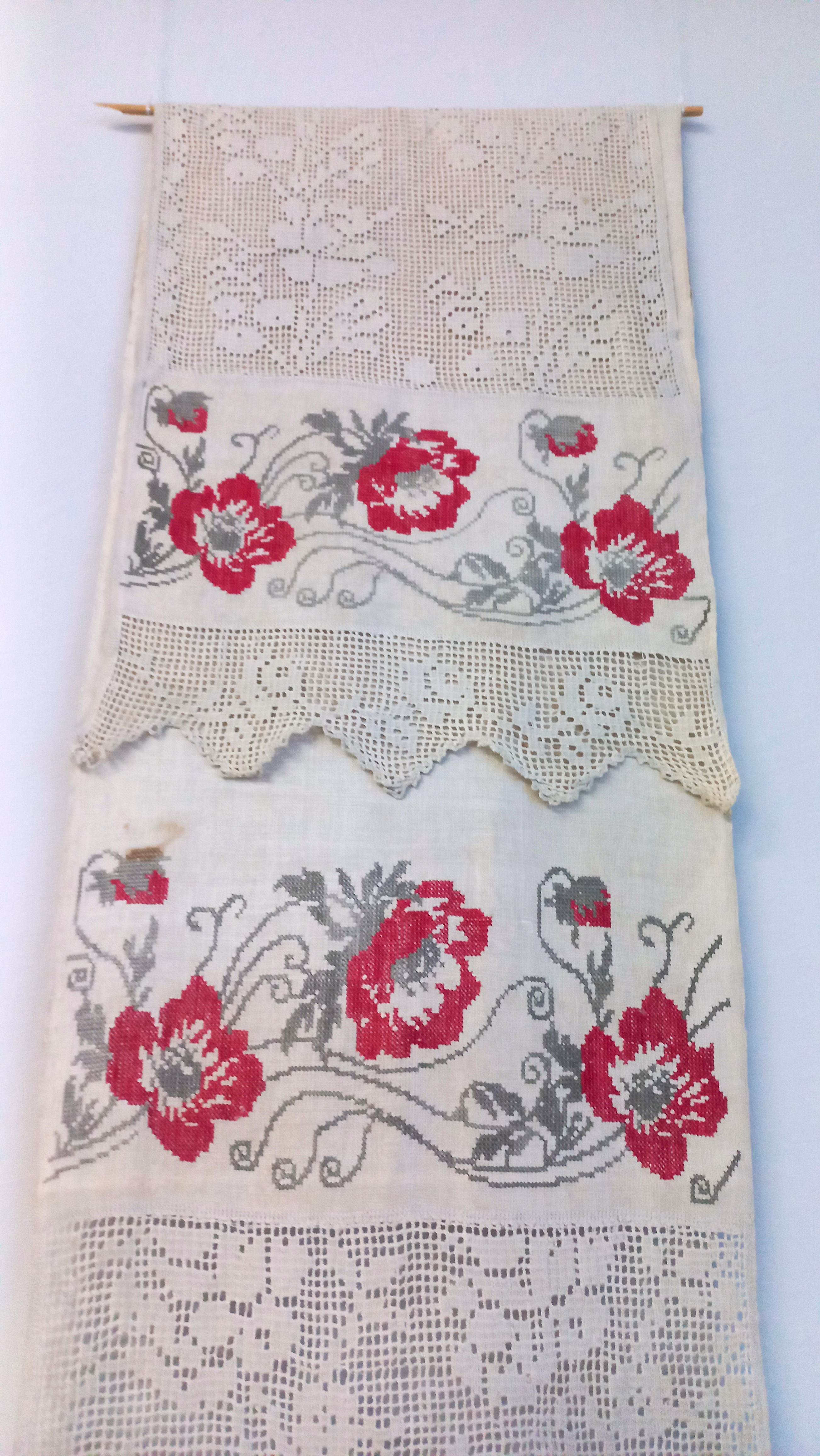
Рушник з маками вишитий білими, червоними та чорними нитками
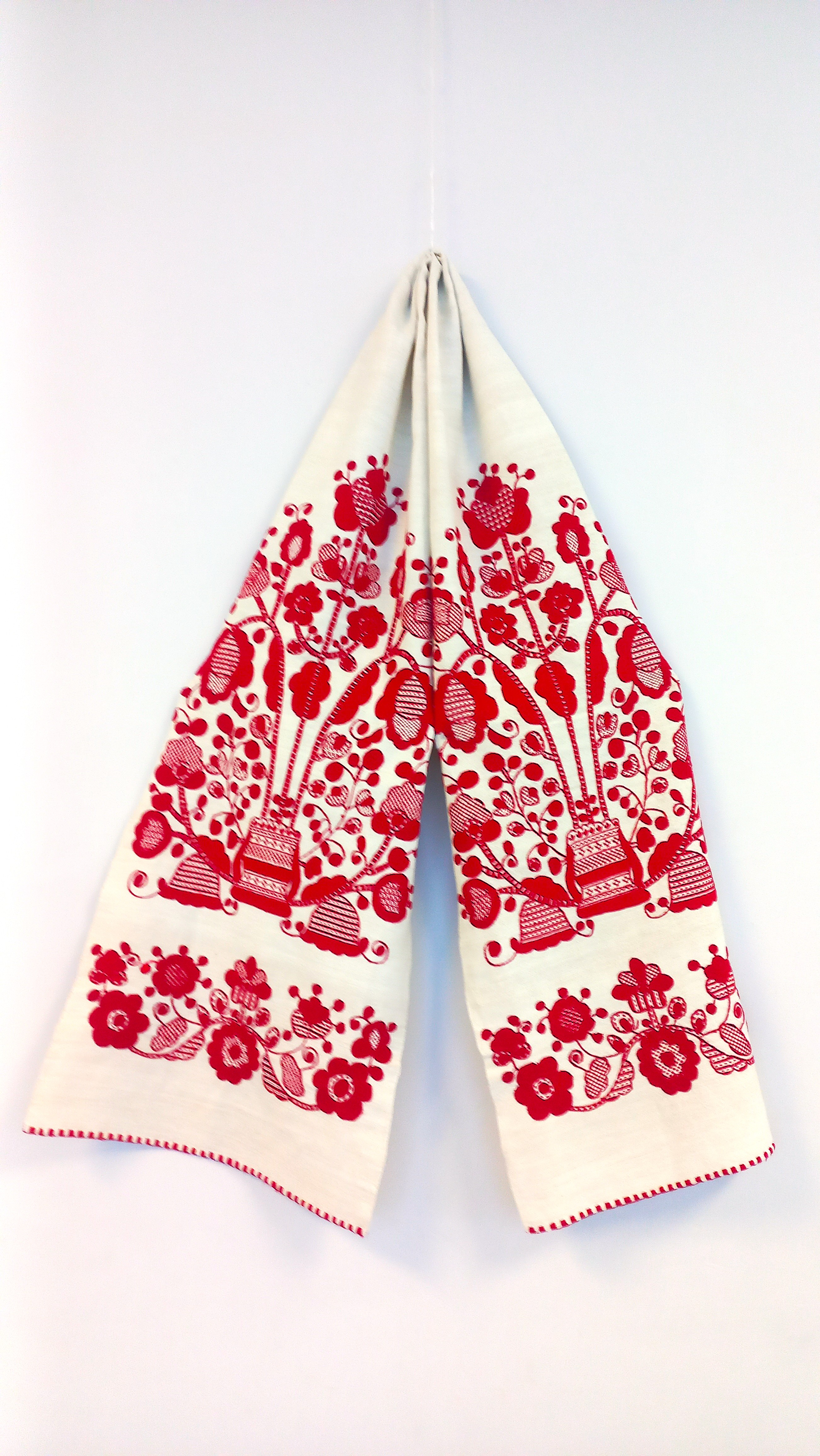
Вишитий рушник хлібник
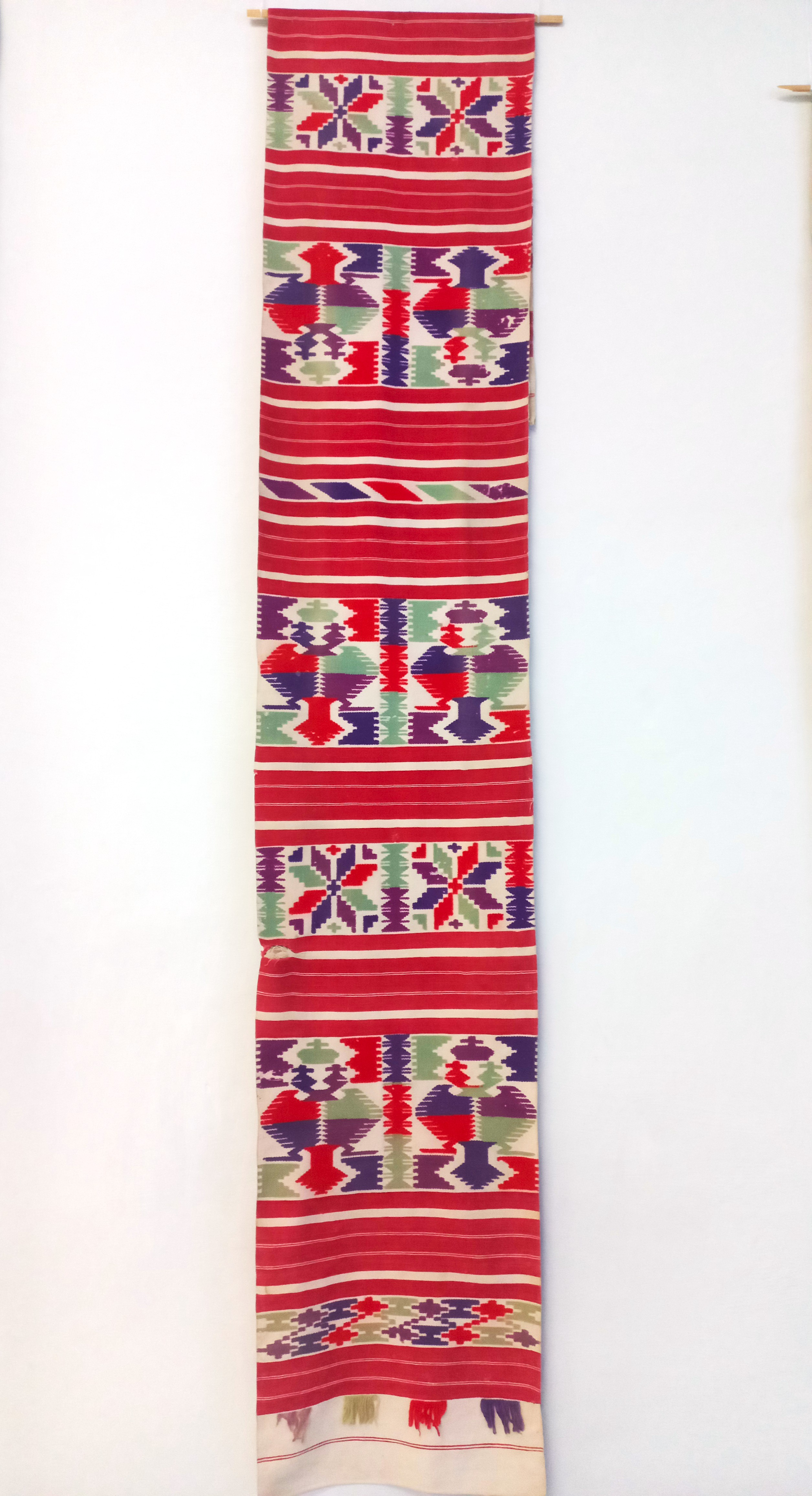
Кролевецький тканий рушник
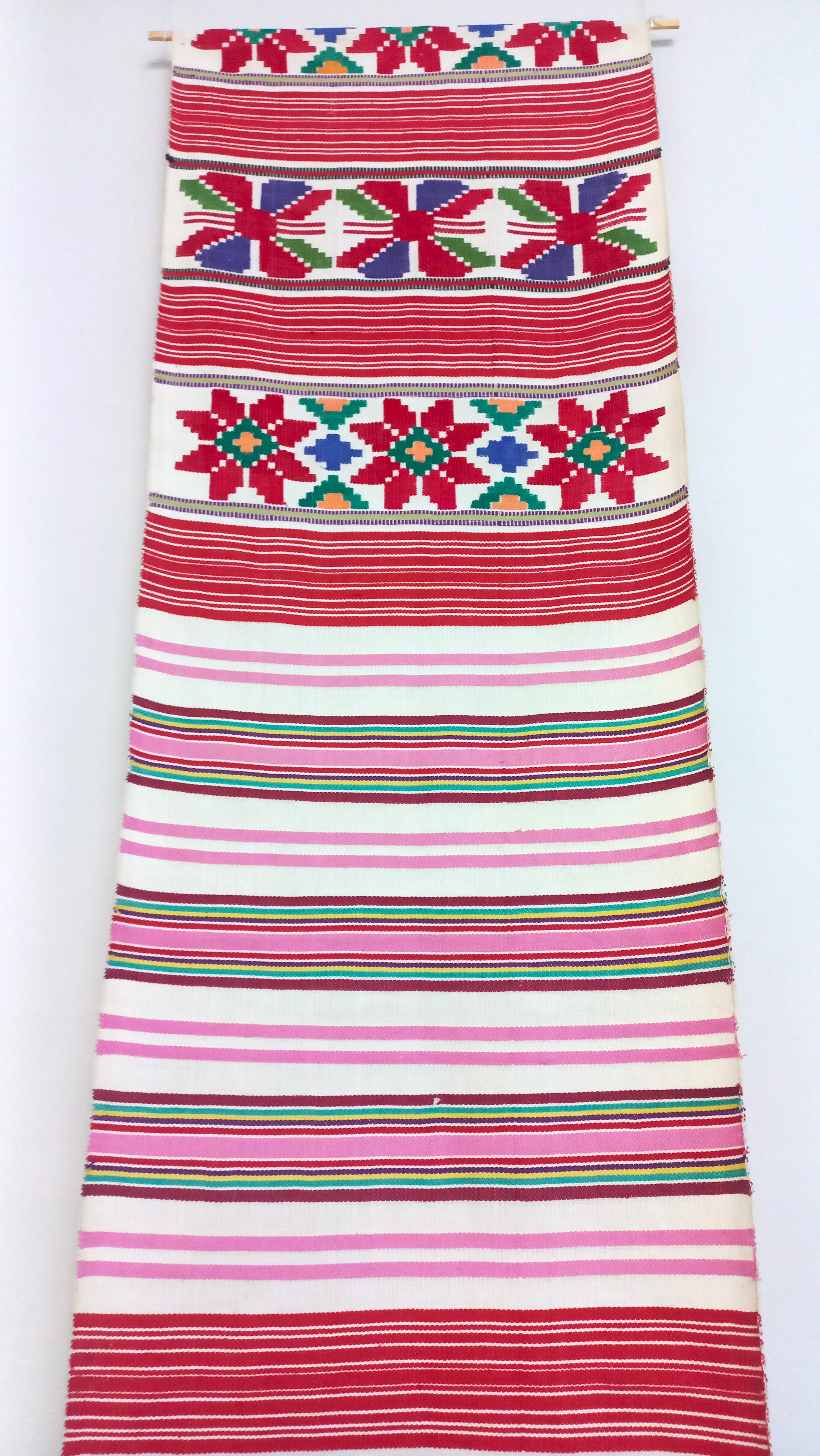
Тканий рушник
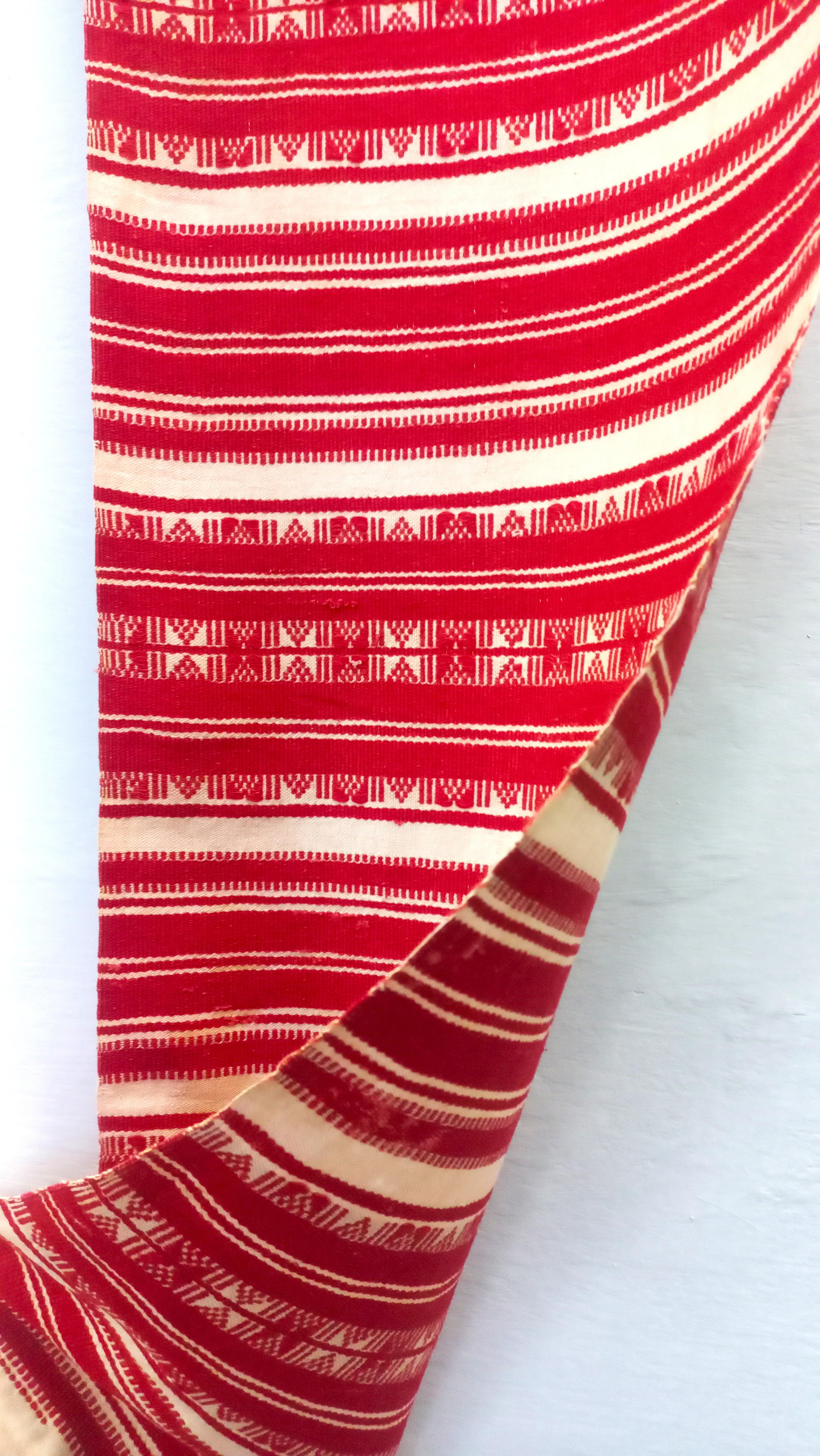
Кролевецький тканий рушник
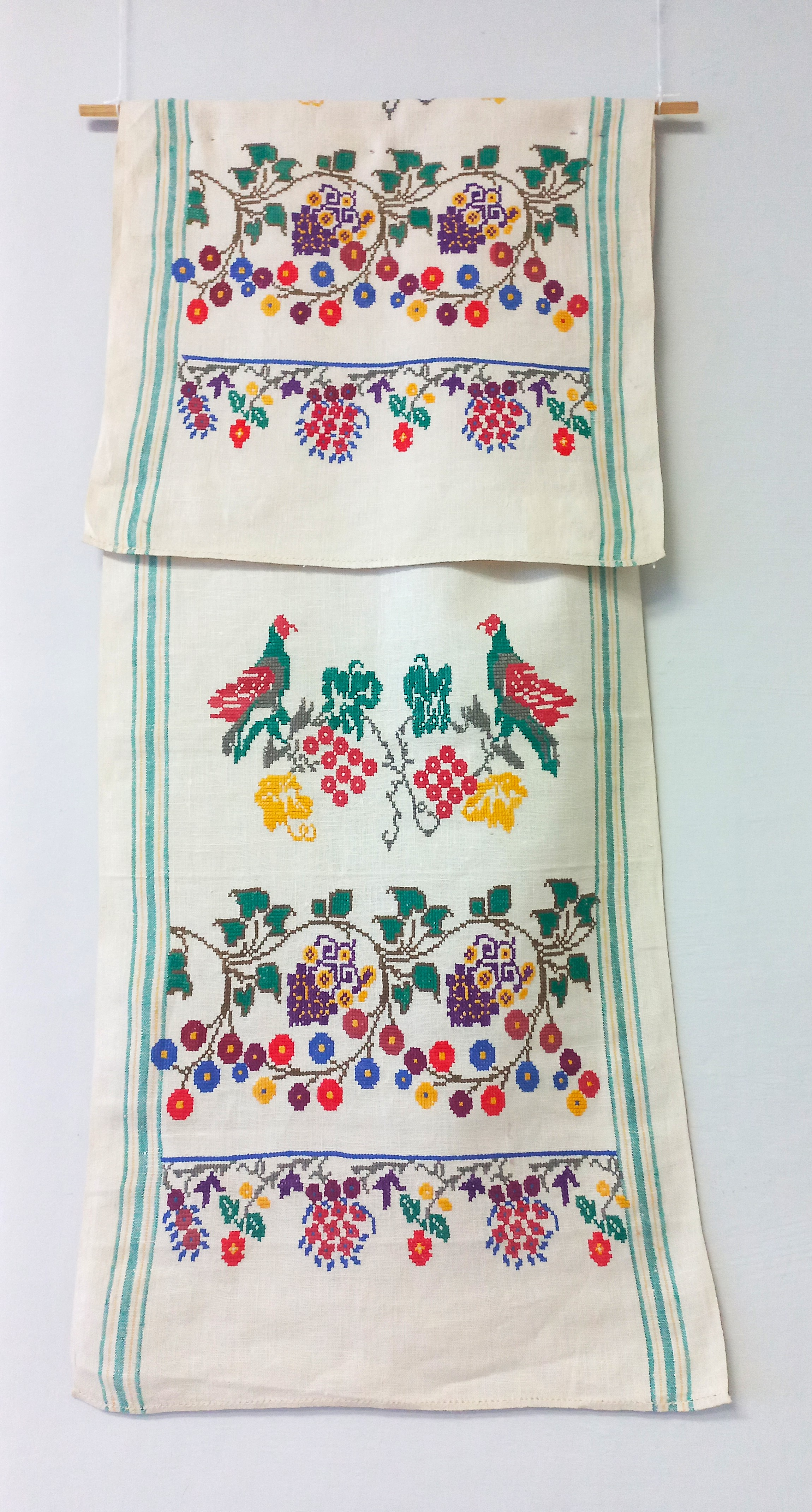
Весільний вишитий різнобарвними нитками рушник
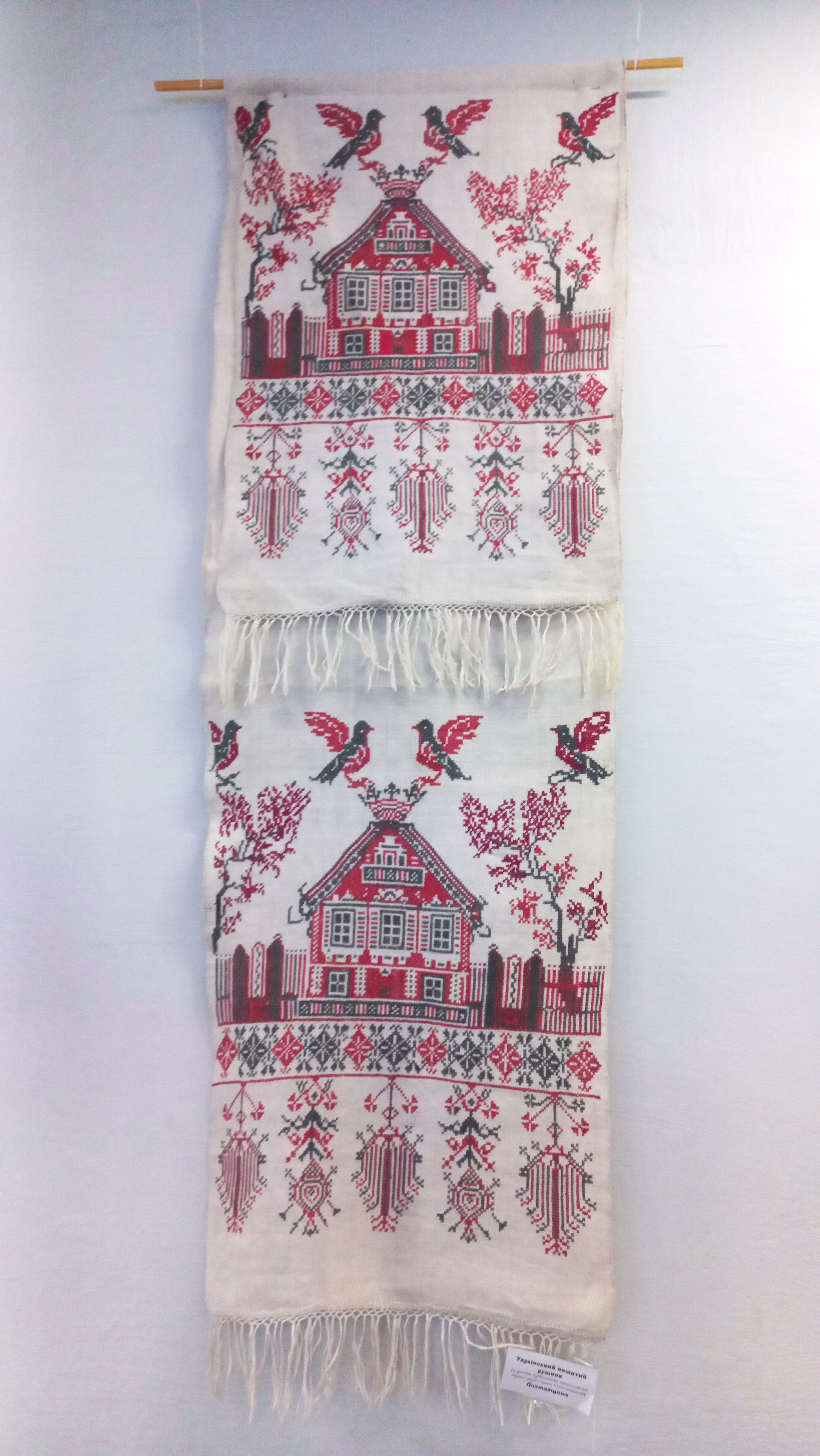
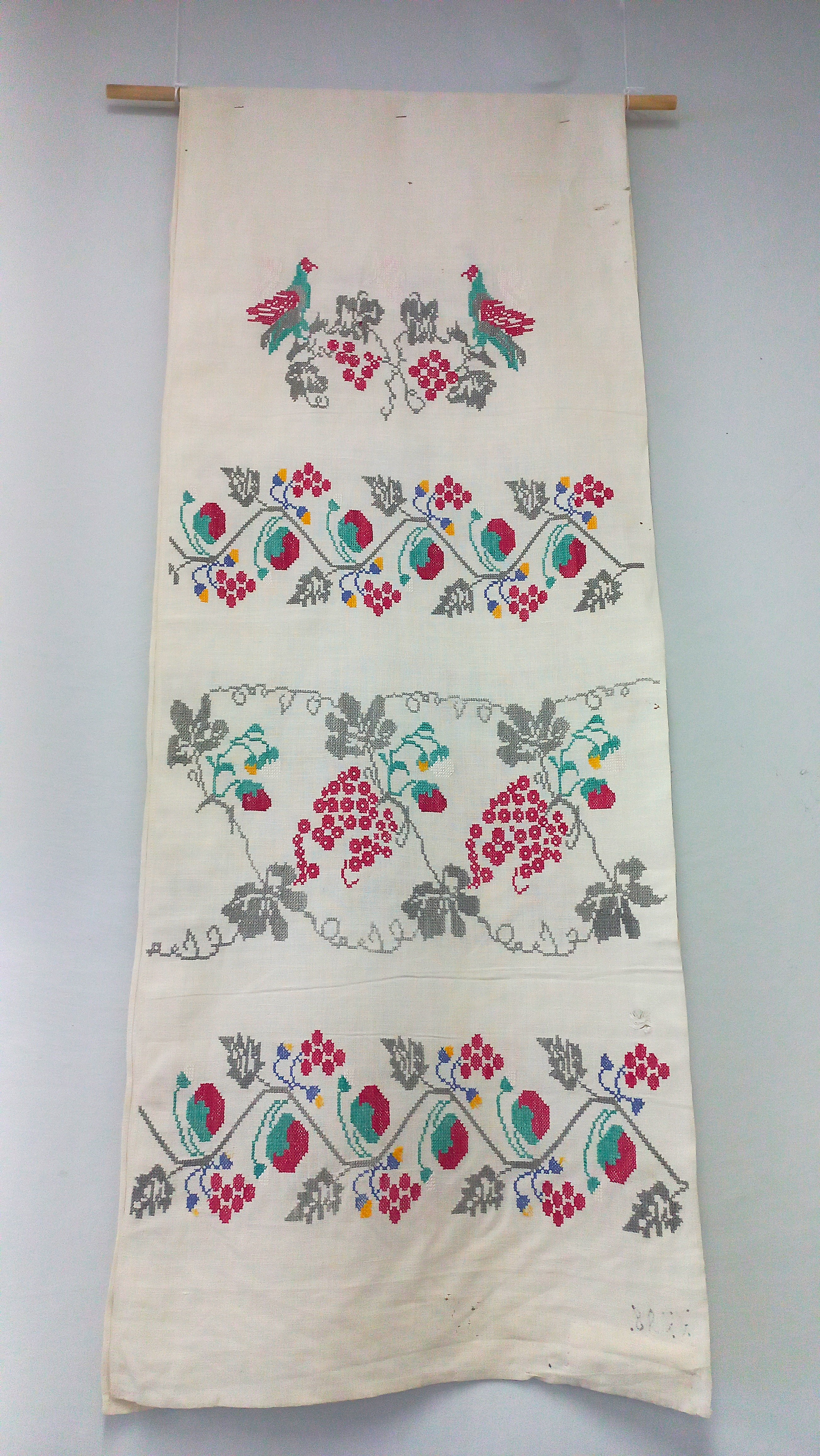
Весільний вишитий рушник
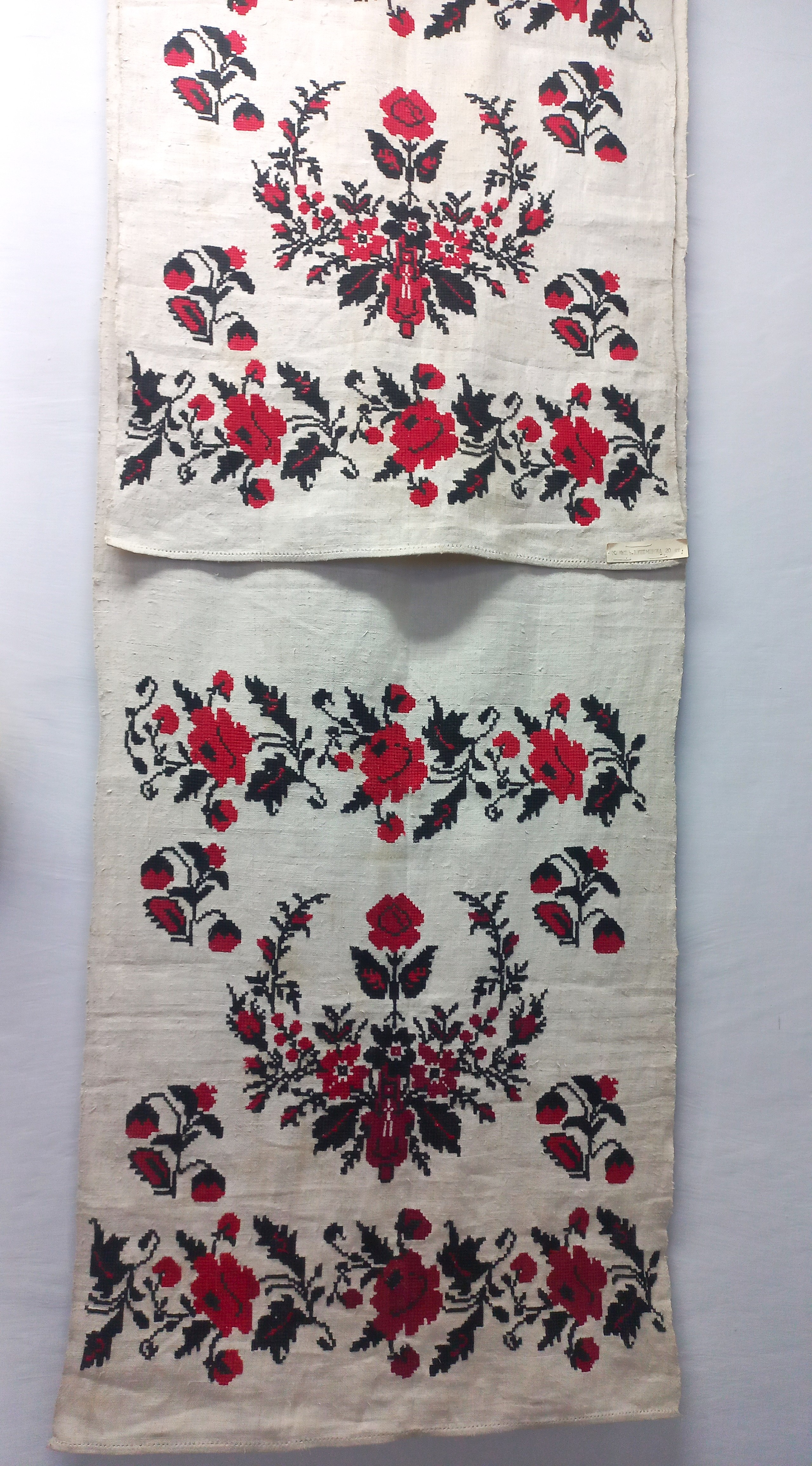
Рушник вишитий трояндами
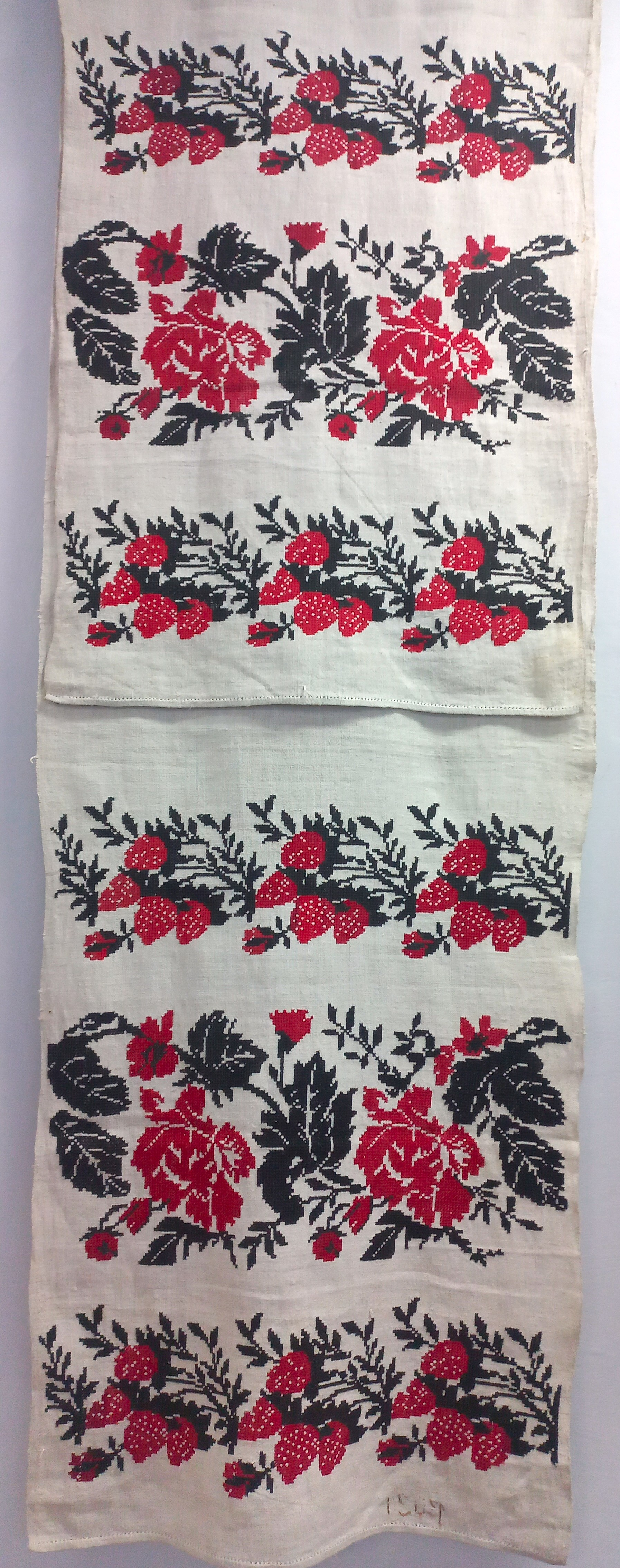
Рушник вишитий полуницями
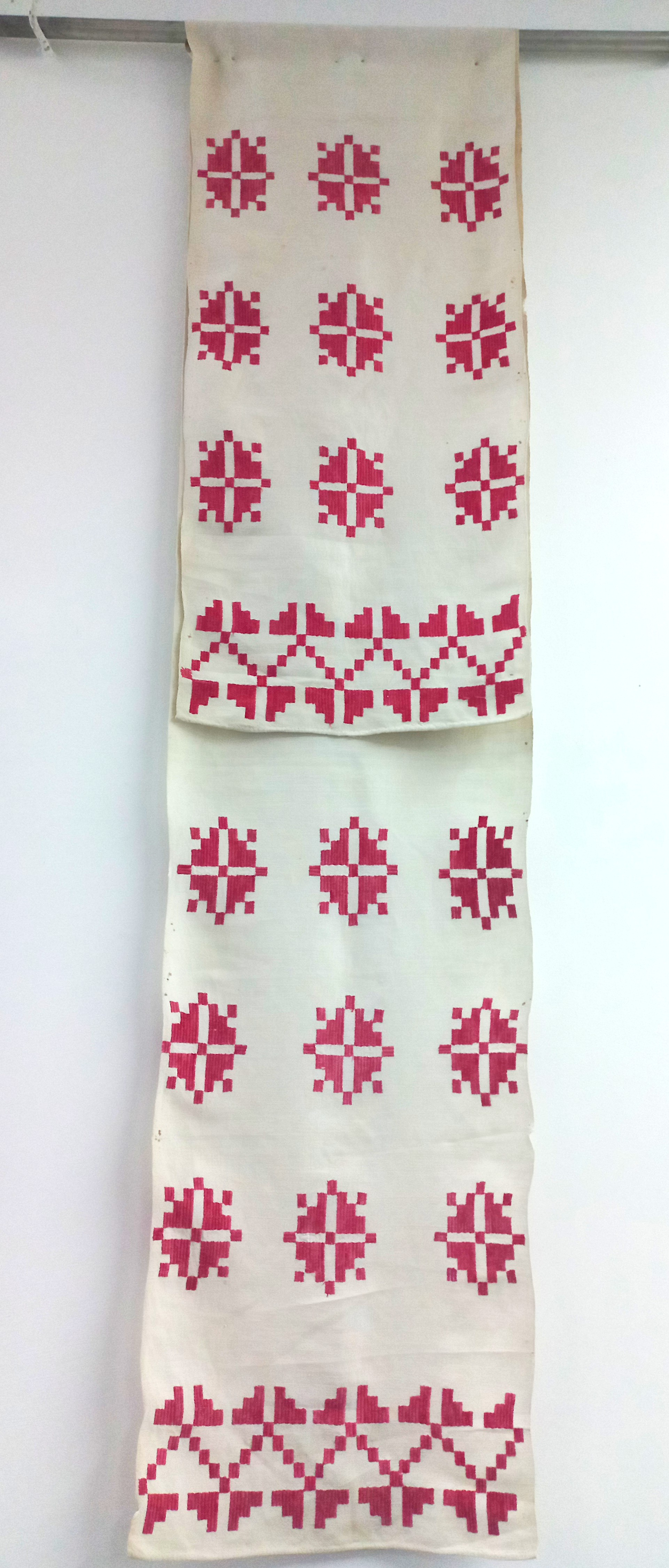
Рушник вишитий ромбами
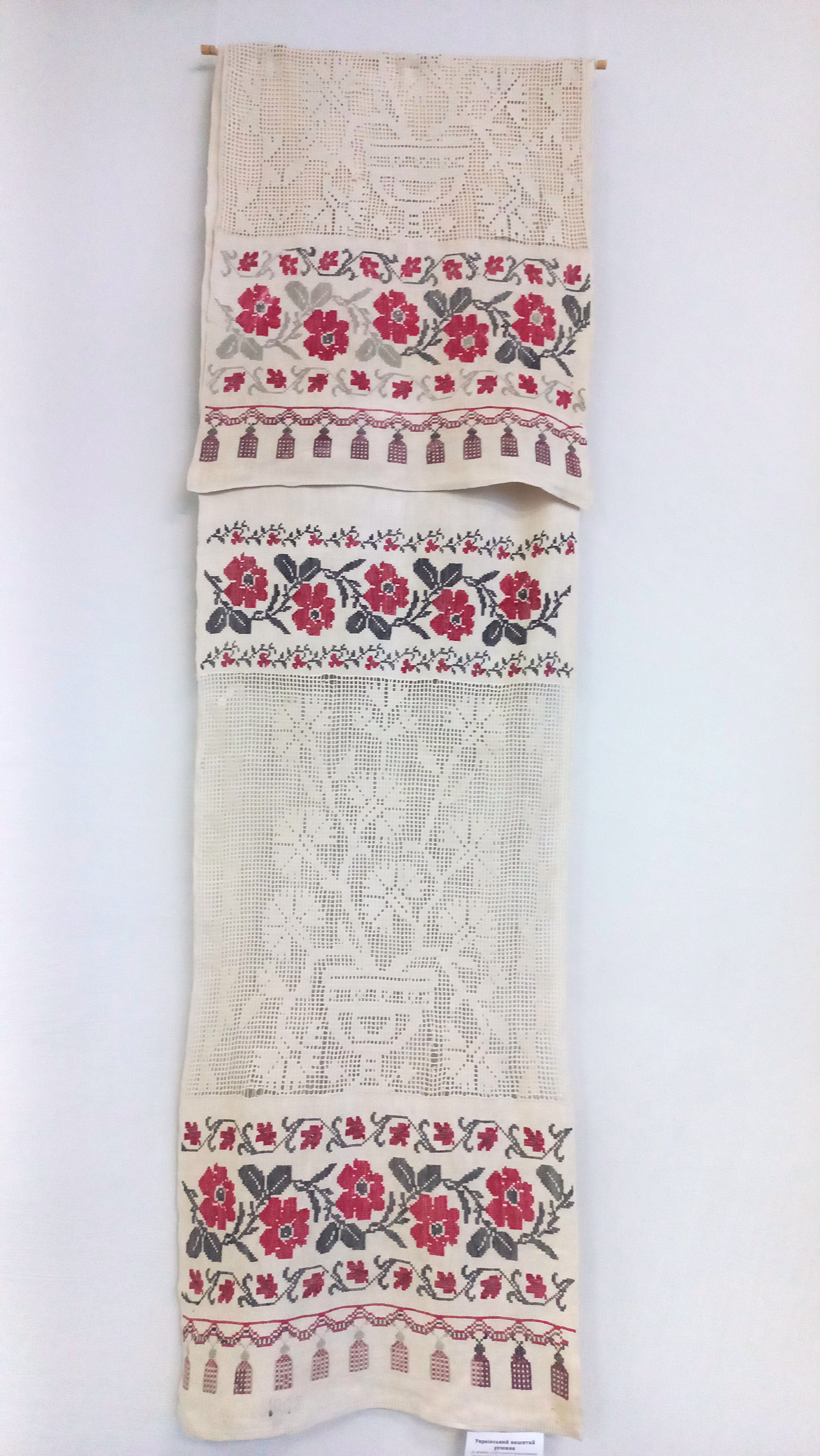
Рушник вишитий білими червоними та чорними нитками
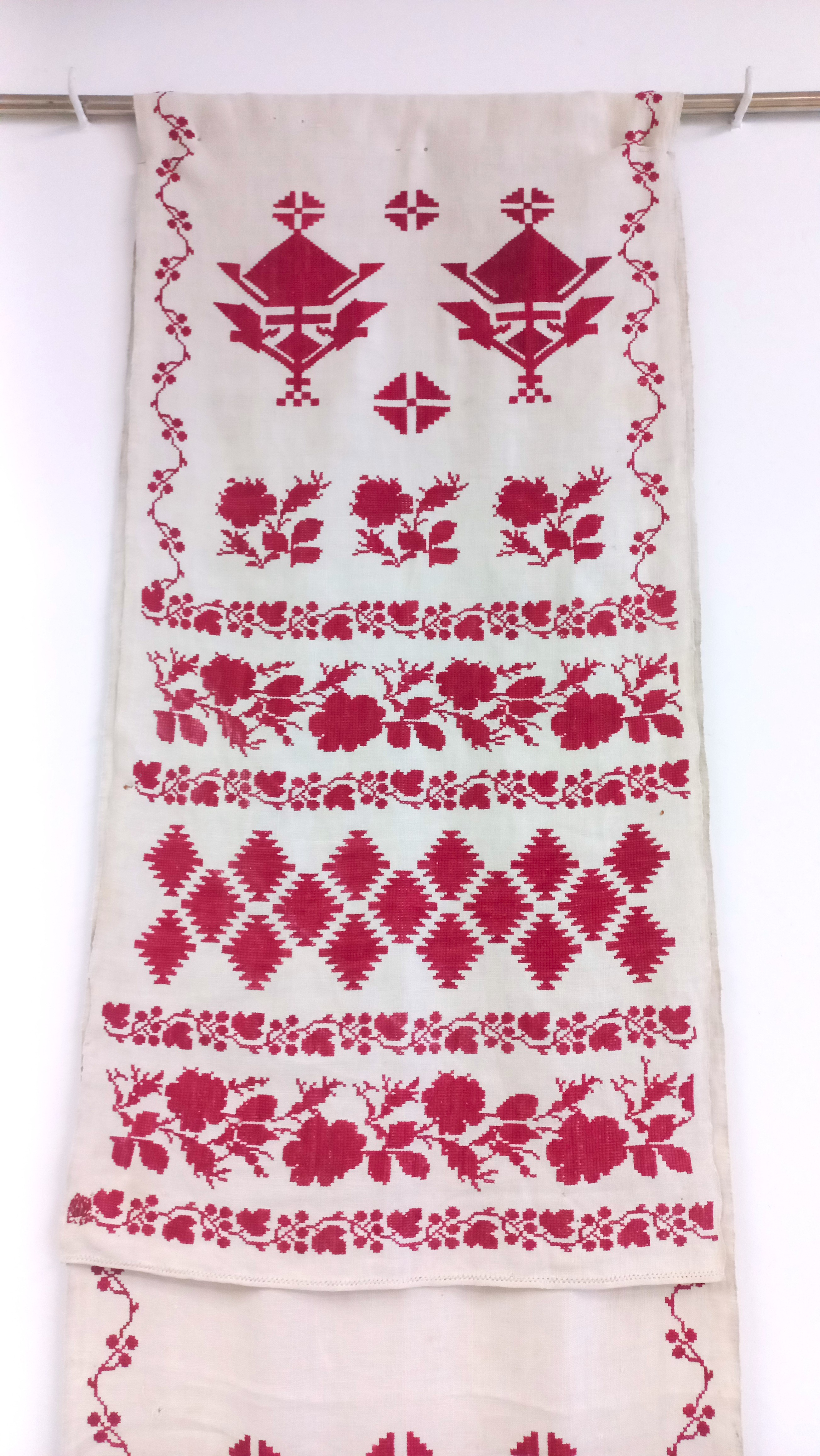
Рушник вишитий виноград
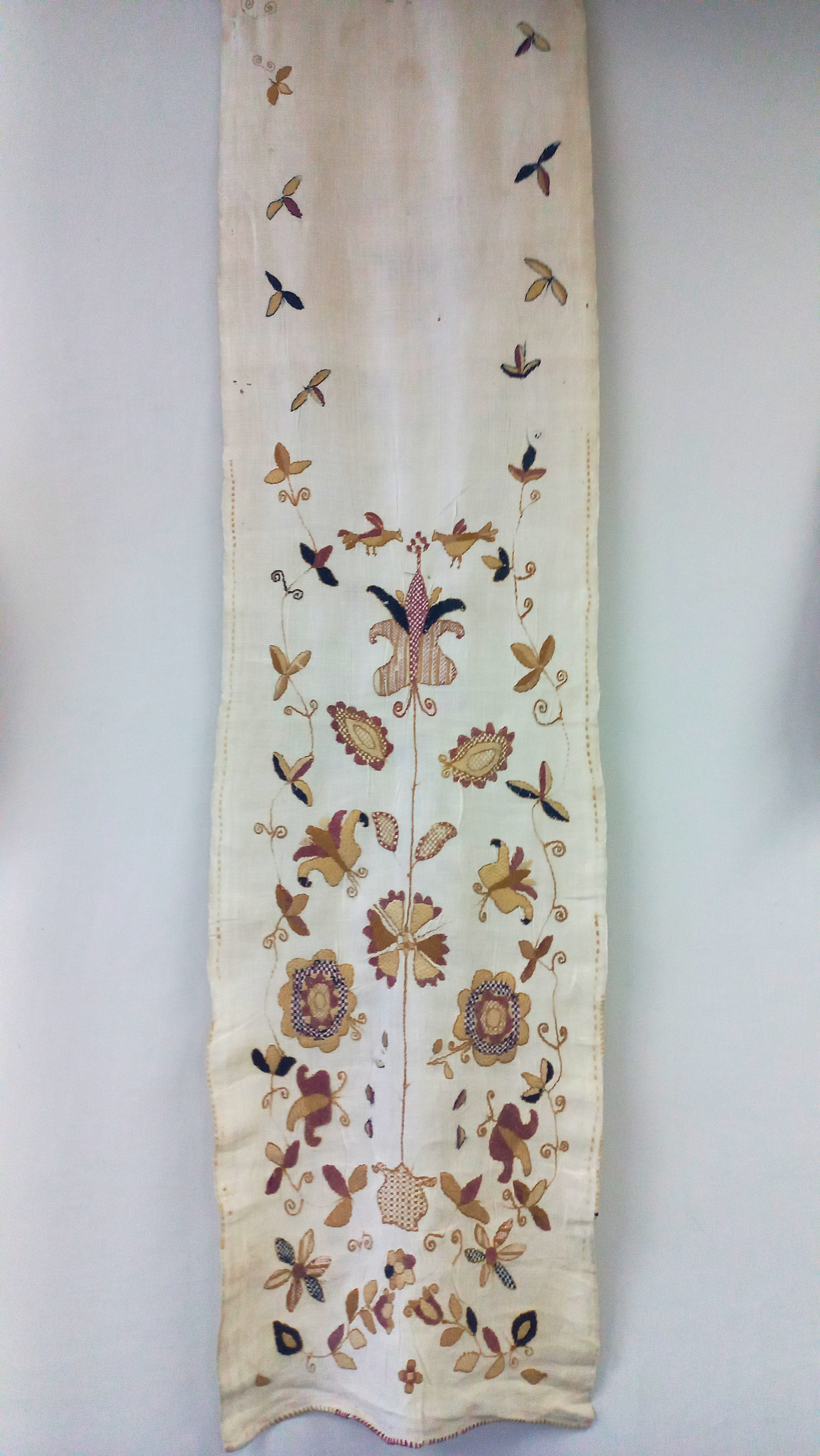
Рушник вишитий квітами
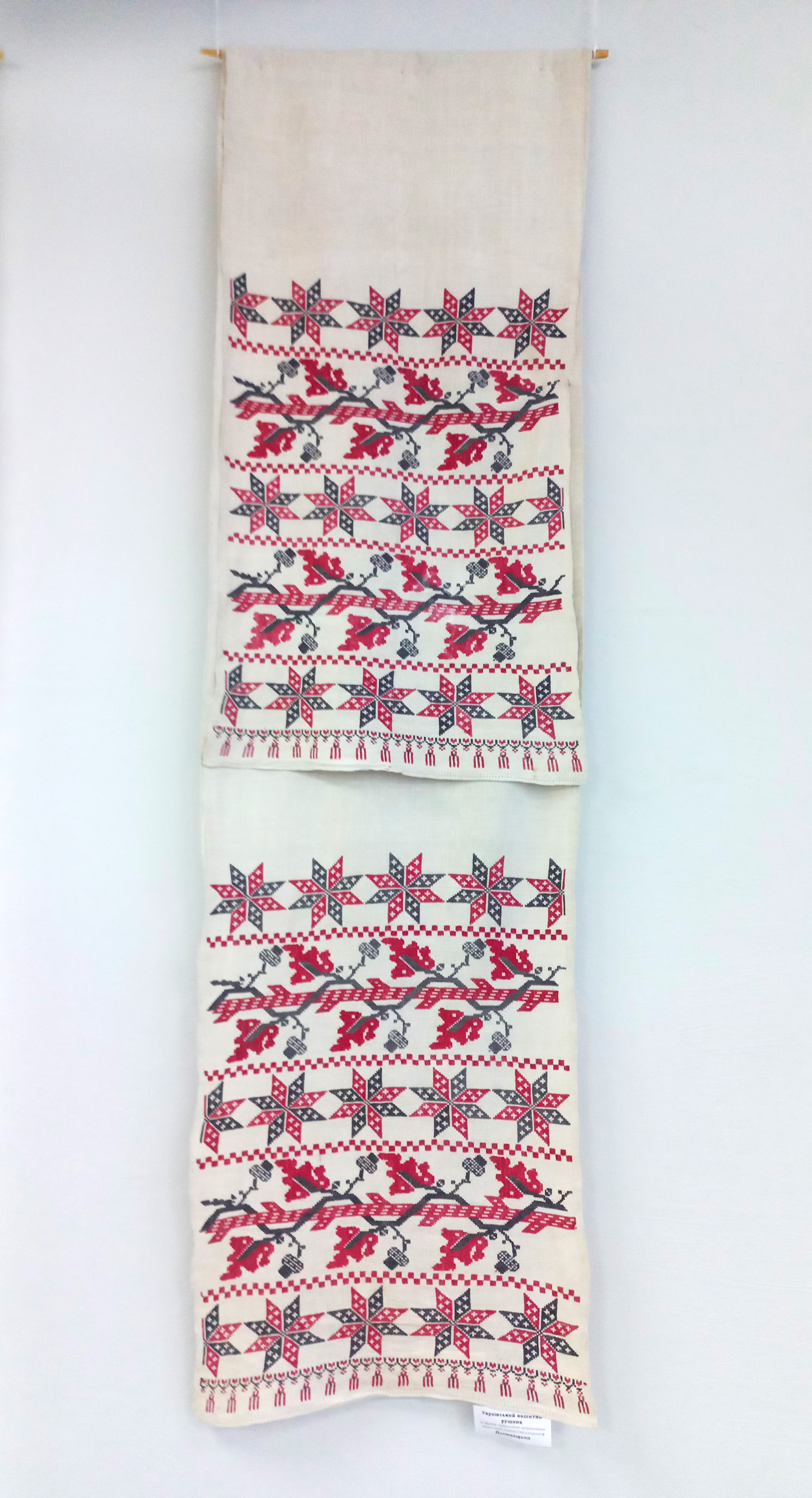
Рушник вишитий жолуді
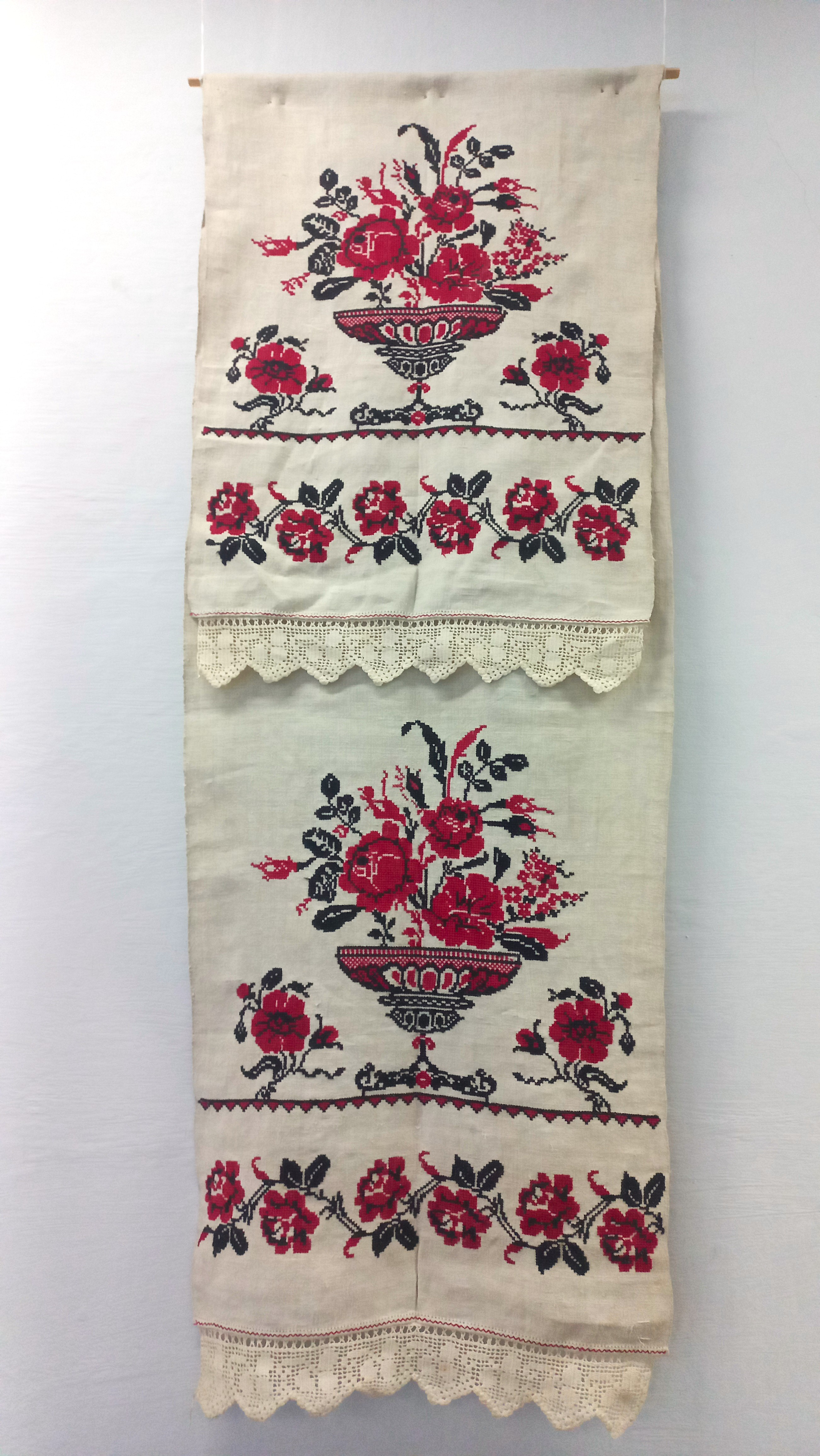
Рушник вишитий
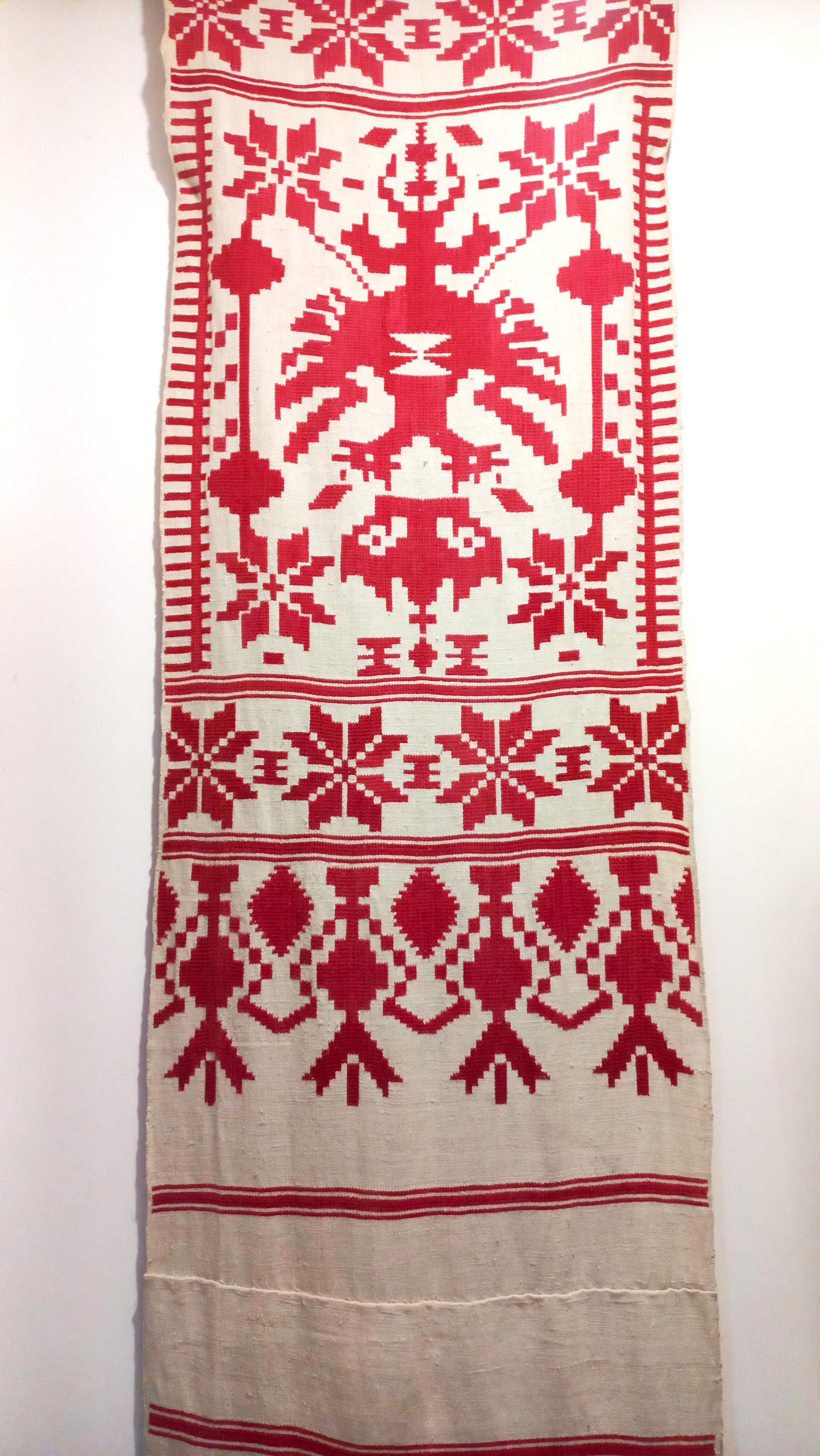
Рушник вишитий на конопляному полотнищі за мотивами кролевецьких рушників
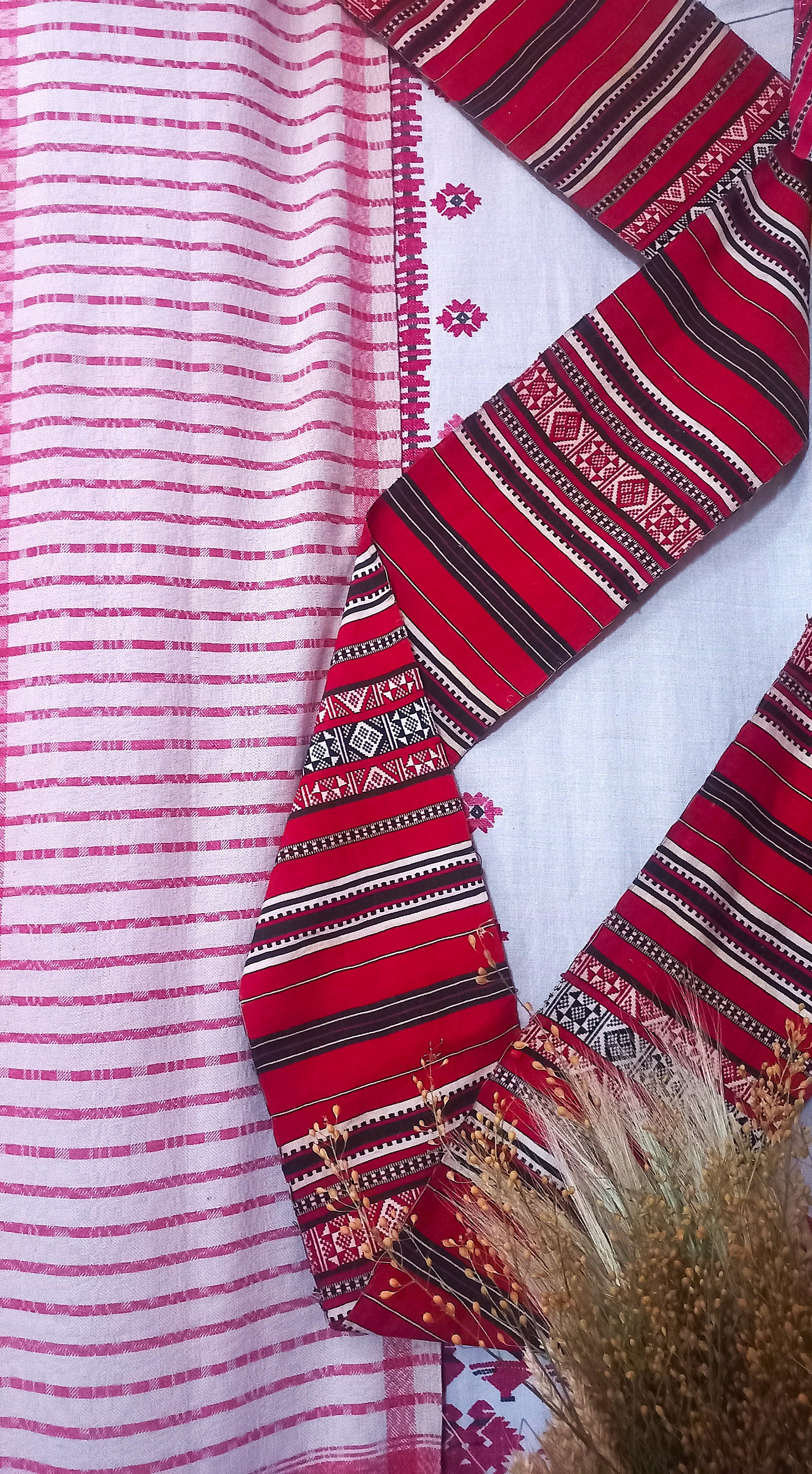
Поліські рушники. Домоткані. Двуличко.